# Arxiu municipal

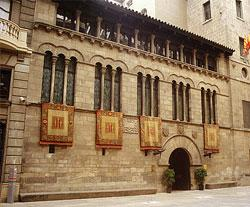
Arxiu municipal de Lleida, Paeria

Un arxiu municipal és un servei general de l'administració municipal encarregat de sistematitzar la gestió documental des de la institució en totes les etapes del cicle documental. Les seves funcions són les de recollir, organitzar, avaluar, gestionar, conservar i difondre els documents generats per l'ajuntament i quan s'escau, aquells que hi són dipositats (p. ex.: llegats). Els encarregats de dur a terme aquestes tasques, són l'arxiver o l'arxivera.

## Marc legal
Cada país té una concepció específica dels arxius de l'administració local depenent del grau de desenvolupament que té d'aquest tipus d'administració i això va lligat generalment amb les seves tradicions polítiques i culturals, així com el seu ordenament jurídic. Per això, el tipus de concepció i definició d'arxiu municipal variarà en funció del país.
La legislació espanyola defineix els arxius en l'article 59 de la Llei 16/1985 de 25 de juny, del  Patrimoni històric espanyol. però, fa referència únicament als arxius estatals, sense fer esment dels municipals. Hi ha referències en altres textos legals com; la Constitució Espanyola o la Llei 30/1992 de 26 de novembre, de Règim jurídic de les administracions públiques i del procediment administratiu comú, on només es regula l'accés als arxius.
Les administracions autonòmiques, són les encarregades de definir i regular els arxius de l'administració local. A Catalunya, els arxius estan definits per Llei 10/2001, del 13 de juliol, d'Arxius i documents on s'esmenta que defineixen, implanten i mantenen el sistema de gestió de la documentació administrativa en fase activa i semi-activa, i gestionen i conserven la documentació en fase semi-activa i històrica. Fan aquestes funcions en relació amb la documentació de l'administració respectiva, dels seus organismes autònoms i de les seves empreses públiques, dels consorcis en què tinguin participació majoritària i de les fundacions i altres entitats finançades majoritàriament per l'ajuntament de què es tracti. "Els arxius poden acollir, si l'ajuntament ho acorda amb el titular respectiu, documentació d'interès històric o cultural d'altres persones físiques o jurídiques relacionades amb el municipi".
Altres administracions locals de Catalunya com són les diputacions o els consells comarcals també tenen els seus propis arxius, regulats per la mateixa llei 10/2001.

## Història
A mesura que l'estructura feudal dels segles xi i xii permetia la formació del municipi i dels seus òrgans de govern amb dret d'escollir els seus propis representants i prendre acords amb caràcter executiu, va sorgir la necessitat de conservar els documents originals acreditatius dels privilegis i les llibertats i els registres de les resolucions dels consells juntament amb els llibres de comptabilitat.
Les primeres notícies d'alguns arxius municipals dels Països Catalans coincideixen amb la necessitat de conservar la documentació produïda pels municipis i la formació de llibres de privilegis. És així, com en el segle xiv es troben les primeres referències d'alguns arxius com el de Barcelona, Cervera i Tortosa. Al segle xvi ja és més abundant l'aparició de nous arxius, com els de Reus, Balaguer i Olot, entre d'altres. De l'any 1668 és la cita de Cosme III de Mèdici quan durant una visita a la ciutat de Barcelona, va elogiar l'ordre i l'endreça de l'arxiu municipal de la ciutat.
Durant el segle xix, a partir de la caiguda de l'Antic Règim, es configura una nova forma d'Estat, entra en escena una nova àrea d'interès desconeguda fins aleshores: La història nacional. És en aquest moment quan l'estat liberal necessita fonts documentals i els documents municipals es converteixen en un bé apreciat. L'any 1823, es dicta la Llei pel Govern econòmic de les Províncies i en el seu article 63 es disposa que "serà de càrrec dels secretaris d'ajuntament la custòdia i metòdica col·locació de tots els expedients, ordres i altres papers". El 1835, dins del "Arreglo Provisional de los Ayuntamientos", s'inclou l'obligació dels secretaris de tenir a càrrec seu l'arxiu. Obligació que també recull l'article 84.4 de la Llei d'Organització i Atribucions dels Ajuntaments de 1840.
A finals del segle xix i principis del XX, assistim a una alça de la importància municipalista i regionalista, així com del redreçament cultural del país. Les ciutats s'organitzen i adapten aquesta nova realitat als seus serveis d'arxius.
A Catalunya en trobem alguns exemples, com el cas de Vic, on el 1879 es publica El archivo municipal de Vich. Su historia, su contenido y su restauración. O el cas de Sarrià amb El Índice del Archivo Municipal, publicat en aquest cas per l'alcalde de Sarrià, Ramon Miralles.
Aquestes experiències dels municipis catalans, es van veure reflectides en un informe que va emetre l'Institut d'Estudis Catalans l'any 1908 a l'Excel·lentíssim Senyor President de la Diputació de Barcelona, sobre l'estat d'alguns arxius de Catalunya i la conveniència de la seva millor instal·lació, redactat per Joaquim Miret i Jaume Massó.
L'any 1982 els arxivers Ramon Alberch i Fugueras, Francesc Barriach i Vinyet Panyella, van publicar el manual Els Arxius Històrics Municipals: normes bàsiques de classificació, amb la intenció de marcar uns criteris uniformes per a tots els arxius municipals catalans.

## Tipologia d'arxius segons el municipi
La Llei 10/2001, de 13 de juliol, d'arxius i gestió de documents, determina que les entitats i els municipis han de disposar d'un arxiu dins l'àmbit territorial de Catalunya. Així, assenyala que hi estan obligats les Diputacions, els Consells Comarcals i els Ajuntaments dels municipis de més de 10.000 habitants i s'han d'integrar dins del Sistema d'Arxius de Catalunya.
Han d'aplicar, aleshores, el sistema de gestió de la documentació que correspongui als fons que apleguin, han de disposar del personal suficient per a realitzar les tasques i de les instal·lacions necessàries per a garantir la preservació dels fons documentals, així com establir un horari d'obertura al públic que en permeti l'accés.
Els municipis que tinguin una població inferior a 10.000 habitants, encara que no disposin d'arxius, no queden exempts del compliment de les responsabilitats pròpies sobre els documents públics, però, tenen accés a assistència i assessorament en el camp de l'arxivística que acondueixi al millorament dels fons documentals per part de la Diputació o del Consell Comarcal que li correspongui mitjançant, la Xarxa d'Arxius Municipals de la Diputació de Barcelona
L'objectiu final de la llei és impulsar la gestió i garantir la preservació de la documentació, d'acord amb els seus valors per a posar-los al servei dels interessos generals.
Els consells comarcals, poden acordar la gestió conjunta de l'arxiu amb el municipi cap de comarca, mitjançant un conveni. En aquest cas l'arxiu comarcal també fa les funcions d'arxiu municipal i l'ajuntament ha de fer-se càrrec de les despeses derivades de la conservació i gestió del fons.

## Funció de l'arxiu municipal
Els arxius municipals a Catalunya tenen l'obligació de vetllar per conservar el patrimoni documental dels seus respectius àmbits territorials, així com col·laborar amb l'arxiu comarcal en l'elaboració de l'Inventari del patrimoni documental.
La Llei 10/2001, també defineix que es pot acollir documentació d'interès històric i cultural d'altres persones físiques o jurídiques relacionades amb el municipi, sempre que l'ajuntament ho acordi amb el titular respectiu.
L'arxiu té la missió de potenciar l'organització d'activitats de divulgació i de foment de la recerca.
L'Administració local i els arxius municipals, han estat pioners en l'aplicació dels drets d'accés dels ciutadans als documents en part perquè són l'administració que té més a mà i que afecta més directament al ciutadà. Aquesta és la proximitat que ha marcat el perfil professional dels arxivers municipals i els ha convertit en el garant d'aquests drets. És imprescindible, per tant, la preservació, disponibilitat i accessibilitat dels documents mitjançant la creació de les infraestructures necessàries (edificis, programari informàtic…) i la creació de la tipologia documental des de l'origen del document.
Els ciutadans tenen accés als documents d'arxiu. Ho estipula d'aquesta manera la Llei 10/2001, de 13 de juliol, en l'apartat arxius i documents, i també ho especifica el Decret 12/2008, de 22 de gener que tracta el tema de l'accés, amb l'apartat avaluació i tria de documents.

## Recopilació bibliogràfica
L'any 2003, el Comitè Director de la Secció d'Arxius Municipals d'ICA va elaborar un document inicial que es va aprovar en la reunió celebrada a la ciutat de Valladolid. A partir d'aquest document, s'iniciava la recopilació de dades per a l'elaboració de la bibliografia internacional d'arxivística municipal, que serviria com a instrument de treball per a tot el col·lectiu de professionals. D'aquesta manera, disposaven d'una informació bàsica, teòrica i pràctica.
La primera fase de la recopilació de bibliografia, va donar-se a conèixer durant el Congrés Internacional d'Arxius de Viena del 2004 que es va completar sota la direcció de l'arxivera Maria Assumpció Colomer i amb la col·laboració de membres del Comitè Director i de la Secció, amb el suport de la Subdirecció General d'Arxius del Ministeri de Cultura d'Espanya.
Aquesta recopilació de referències bibliogràfiques consta aproximadament d'un miler d'entrades corresponents a 51 països diferents i està a l'abast de qualsevol persona interessada a partir de la pàgina web de la Secció d'Arxius Municipals d'ICA (Consell Municipal d'Arxius).